# نبرد دوم العلمین
نبرد دوم العلمین نبردی است در جنگ جهانی دوم که در تاریخ ۲۳ اکتبر تا ۱۱ نوامبر سال ۱۹۴۲ و با حمله ارتش متفقین به ارتش آلمان نازی رخ داد. این نبرد سرانجام با پیروزی متفقین و عقب‌نشینی نیروهای آلمان نازی در ۱۱ نوامبر ۱۹۴۲ میلادی پایان یافت.

## نگارخانه

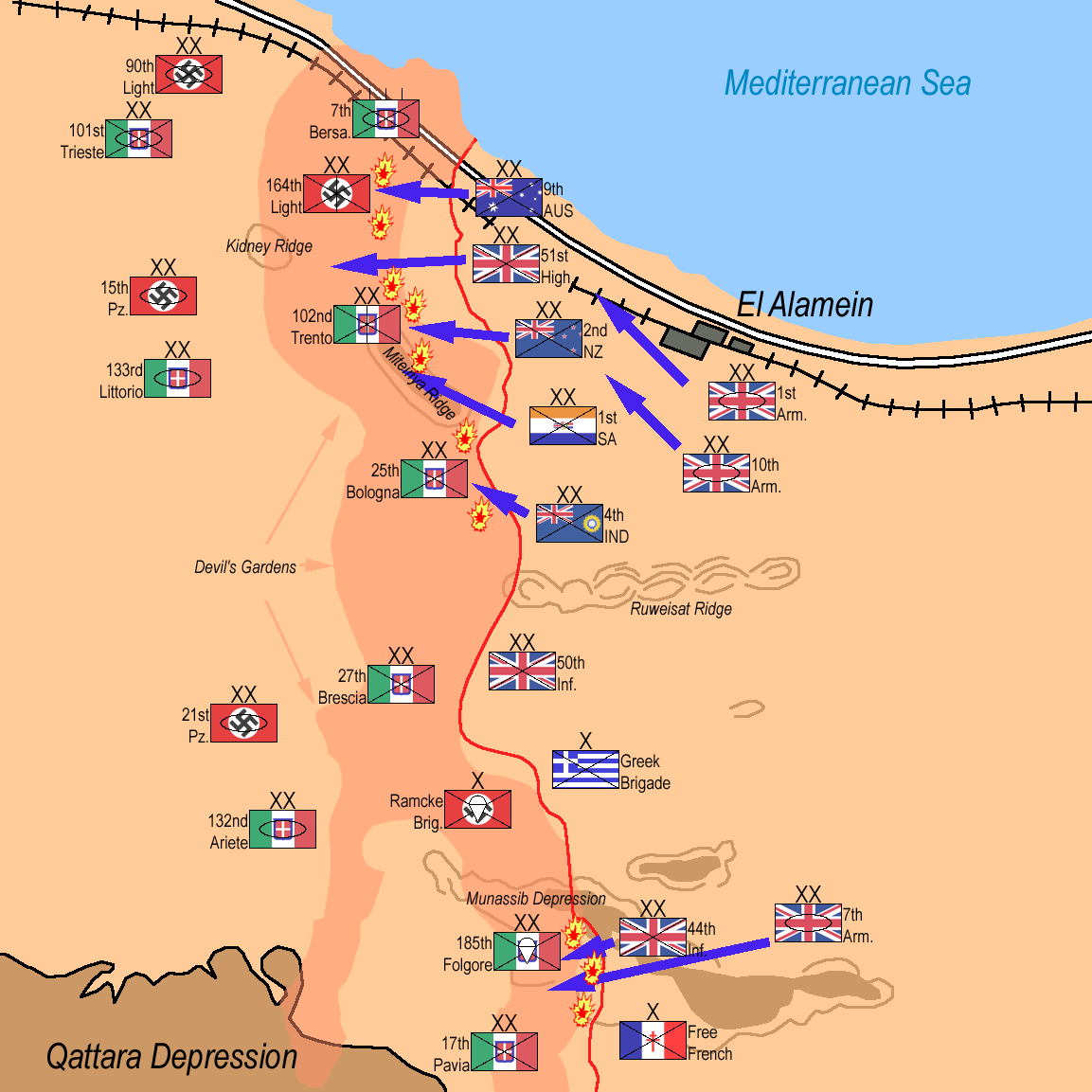
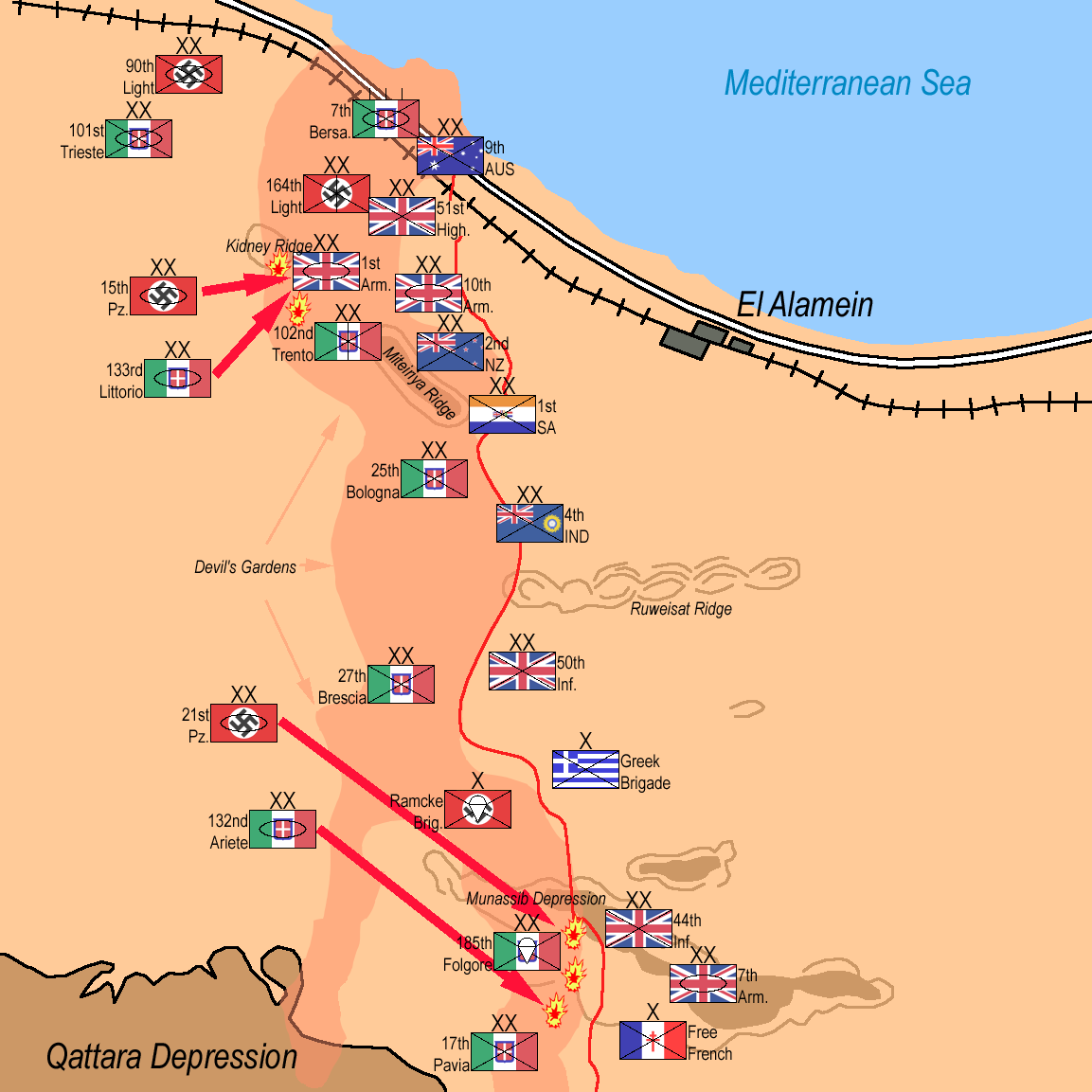
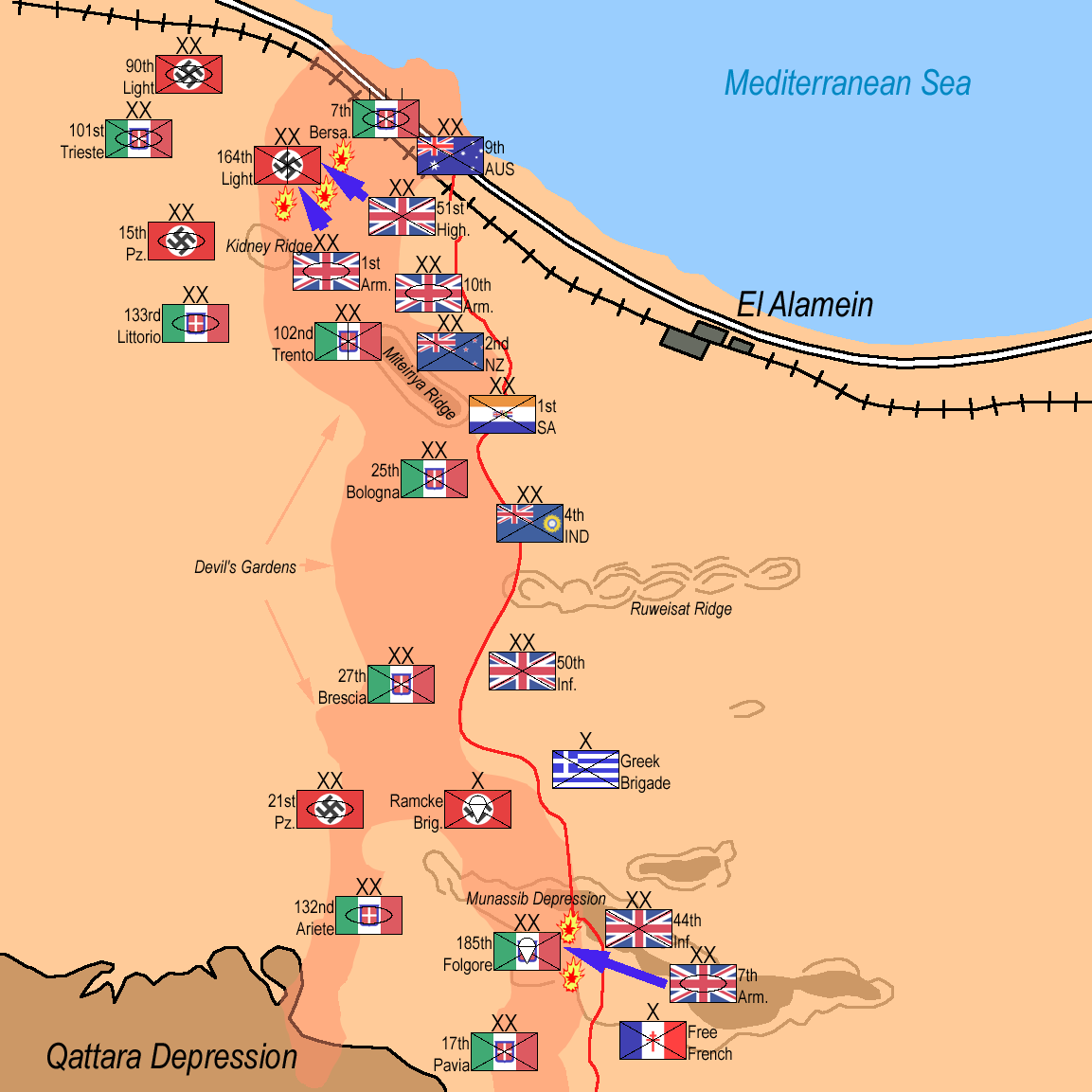
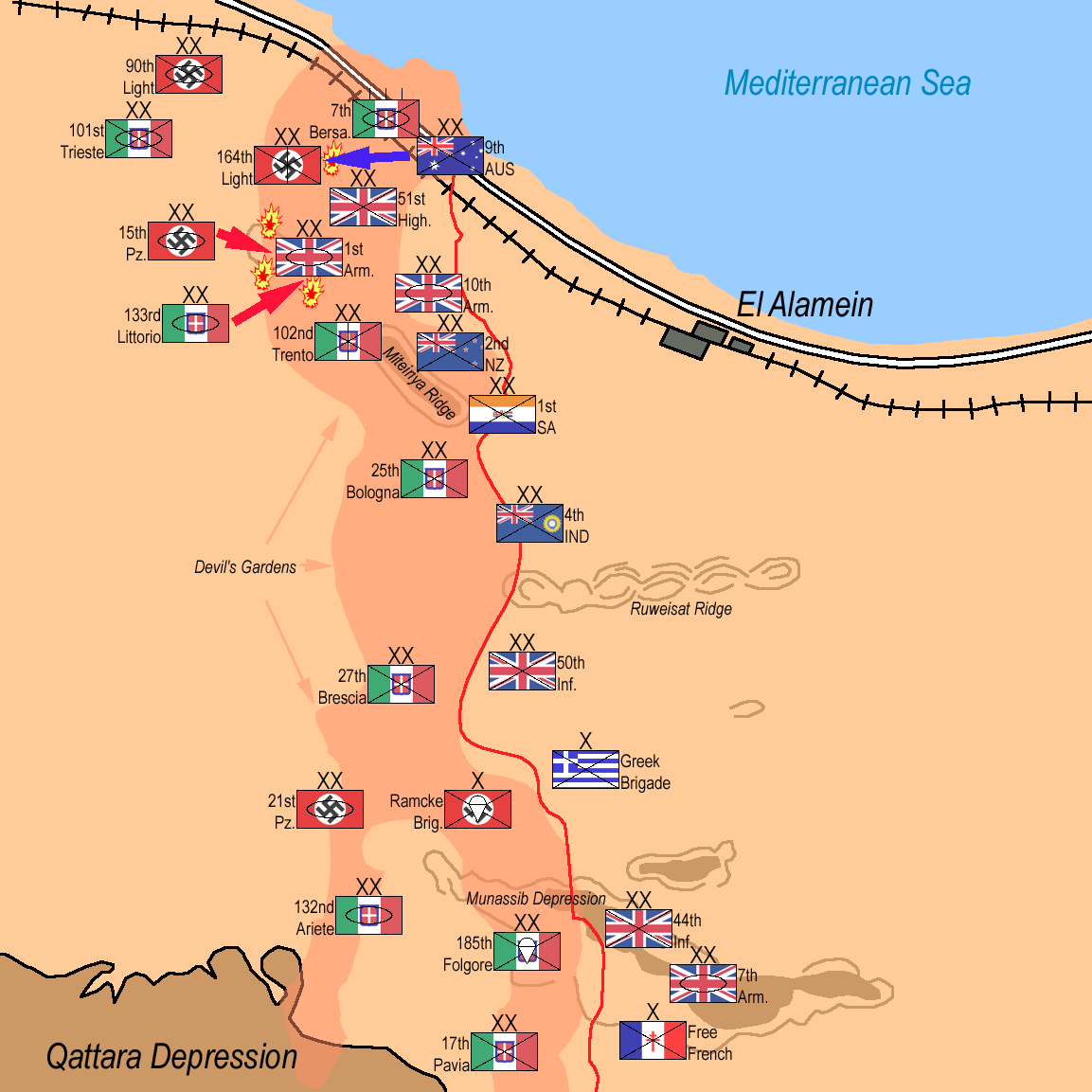
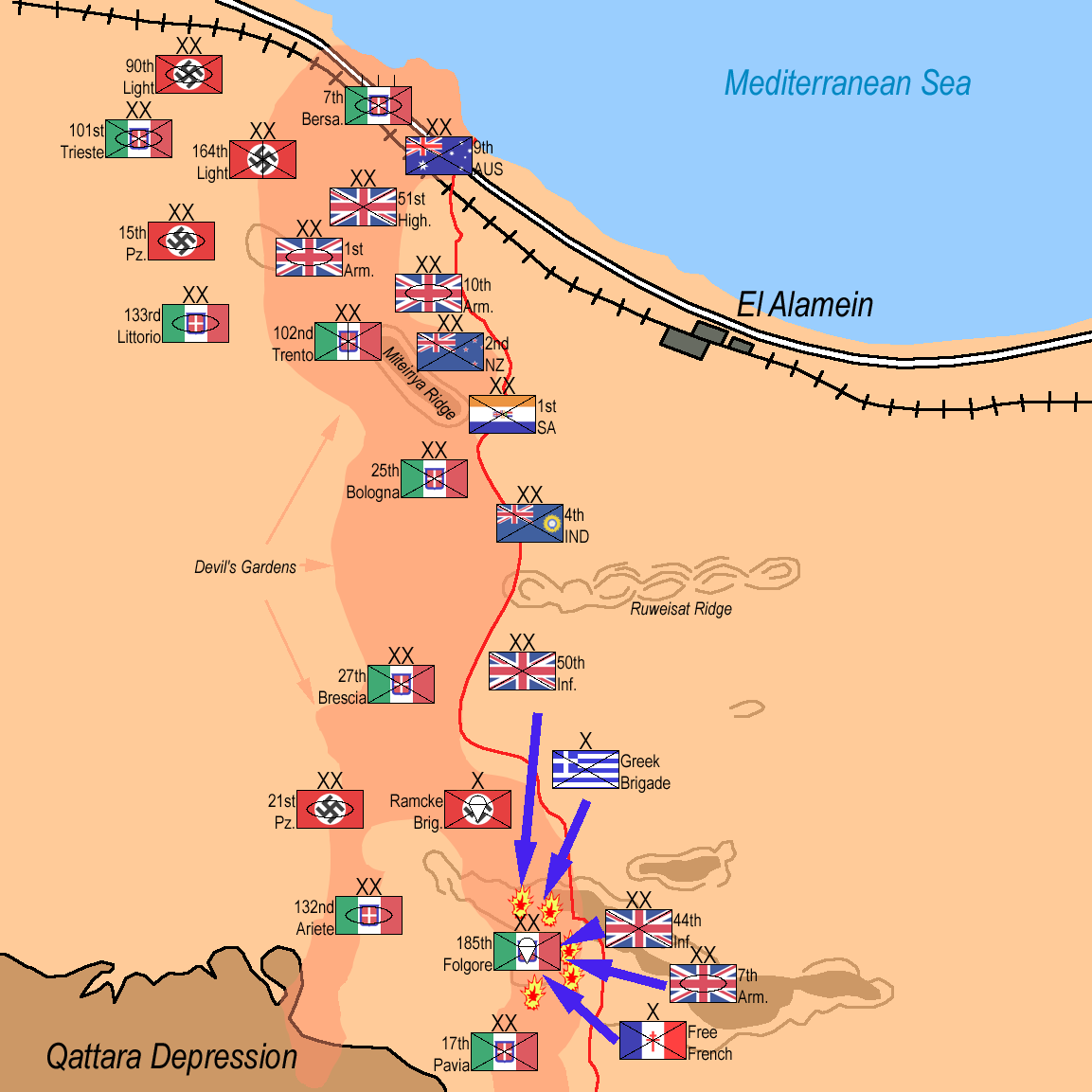
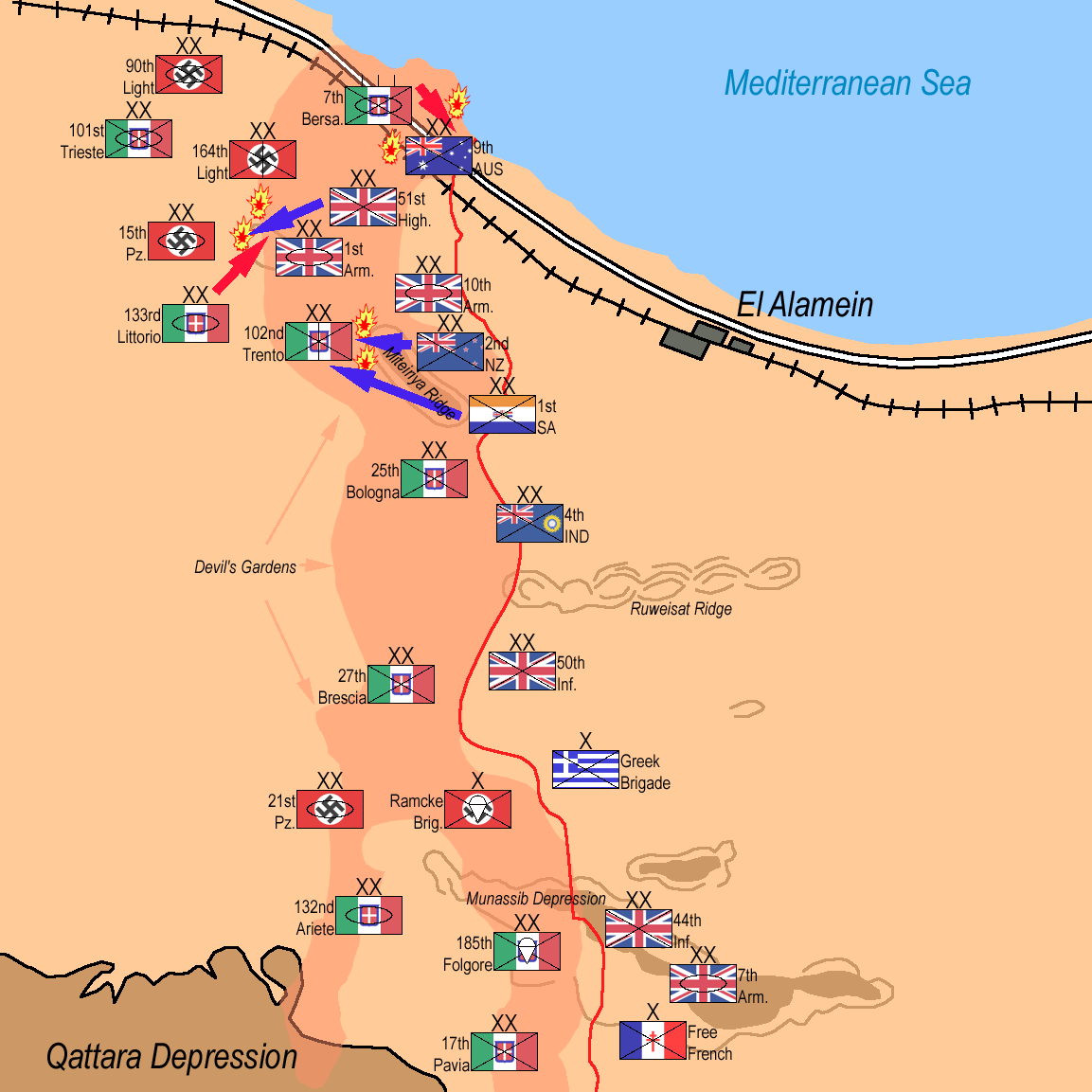
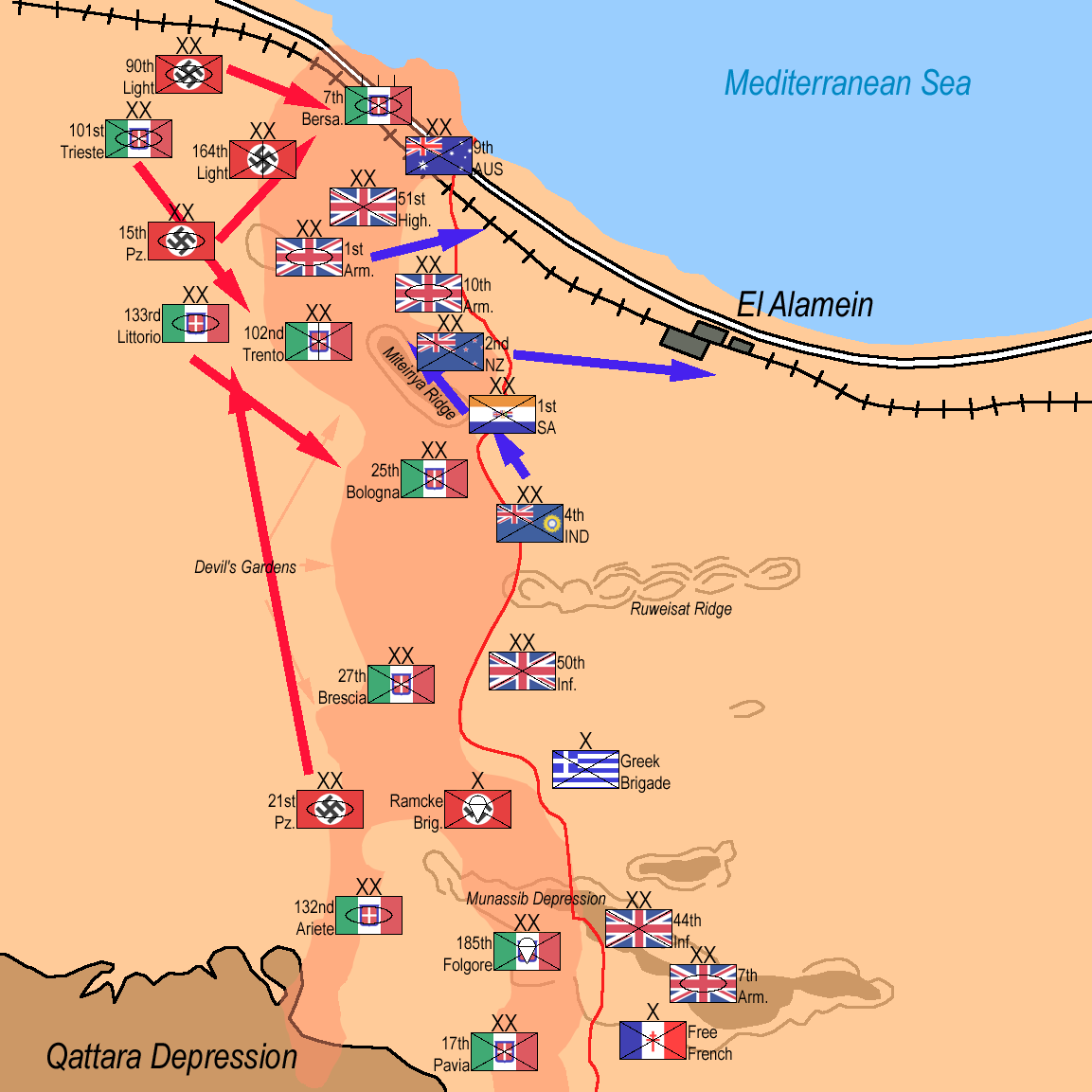
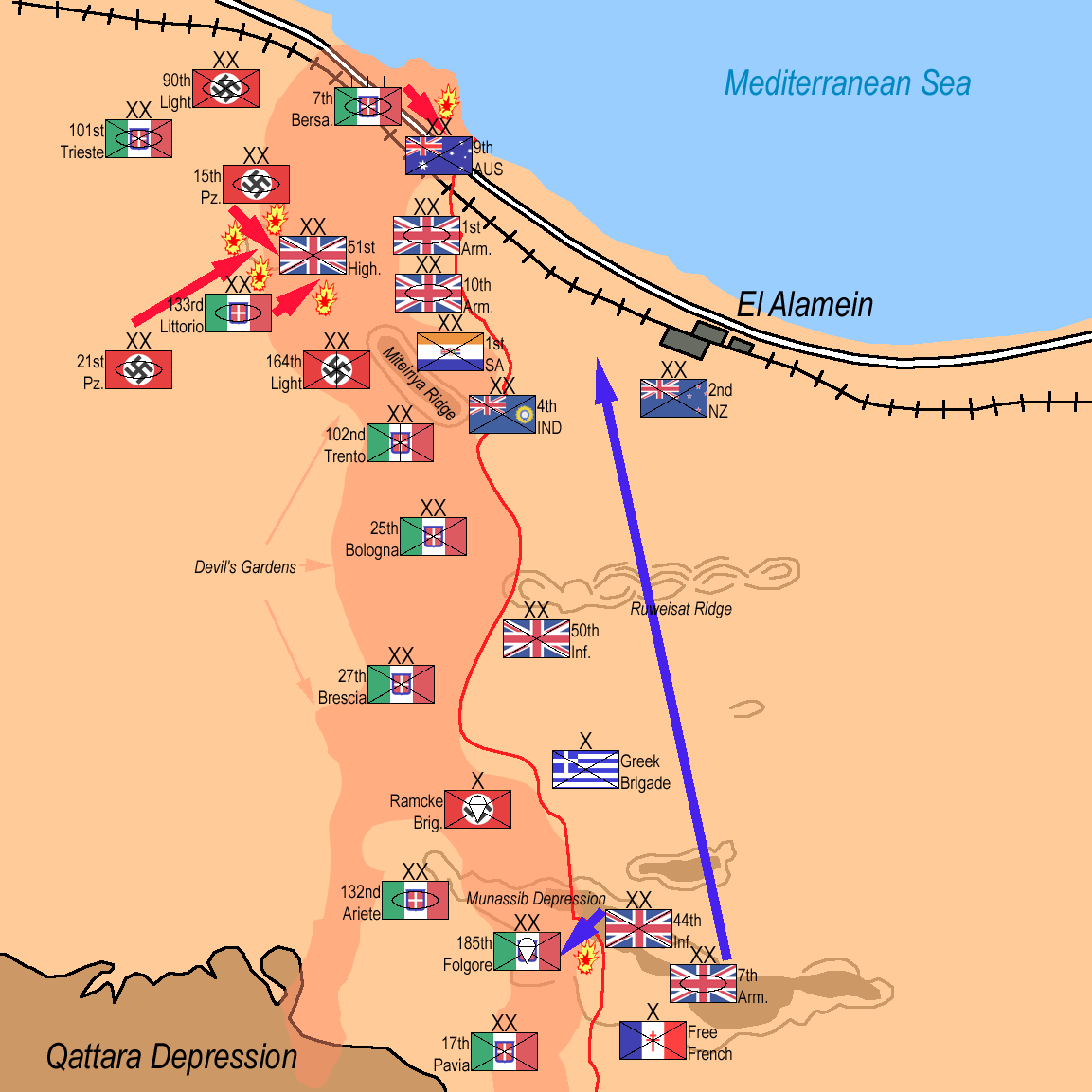
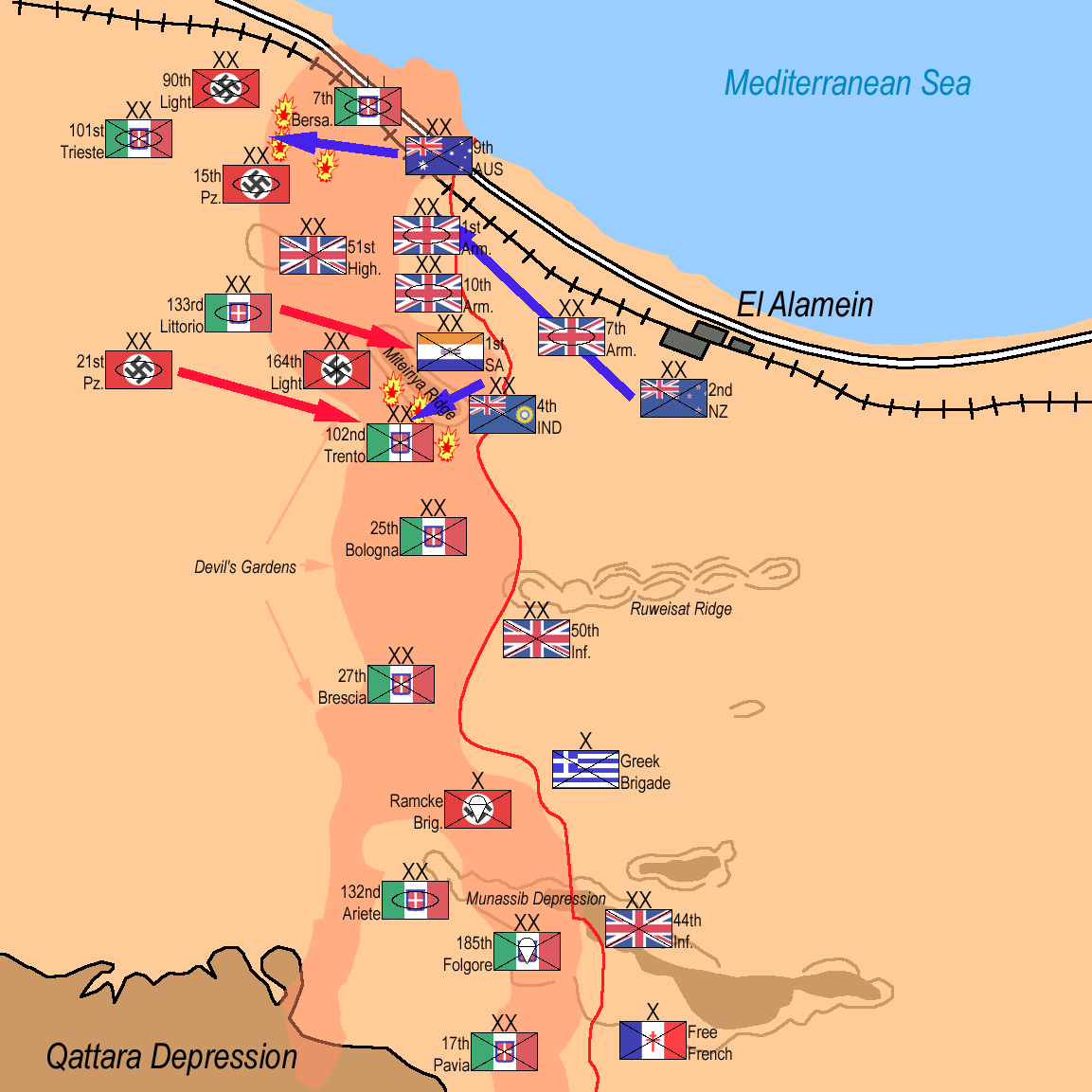
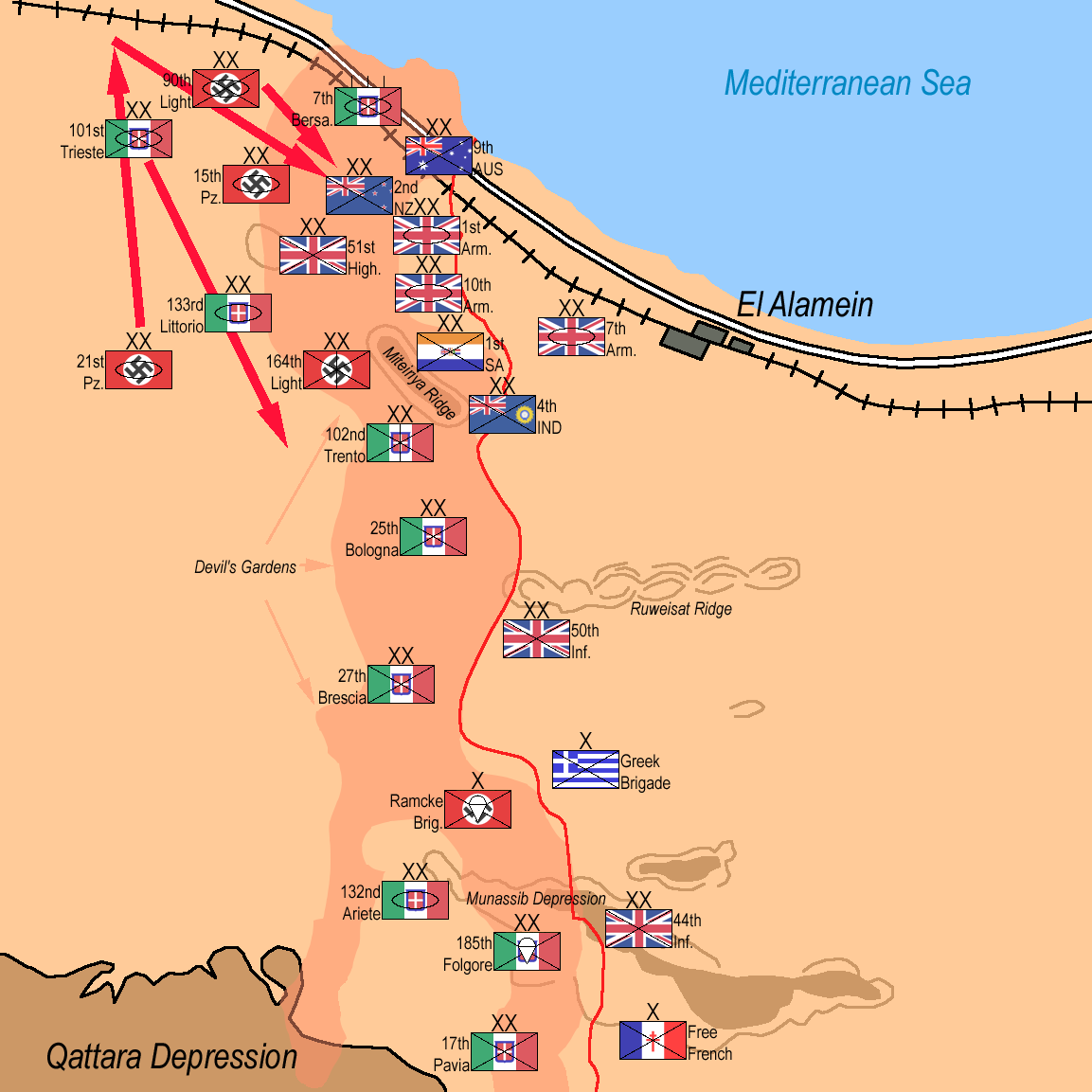
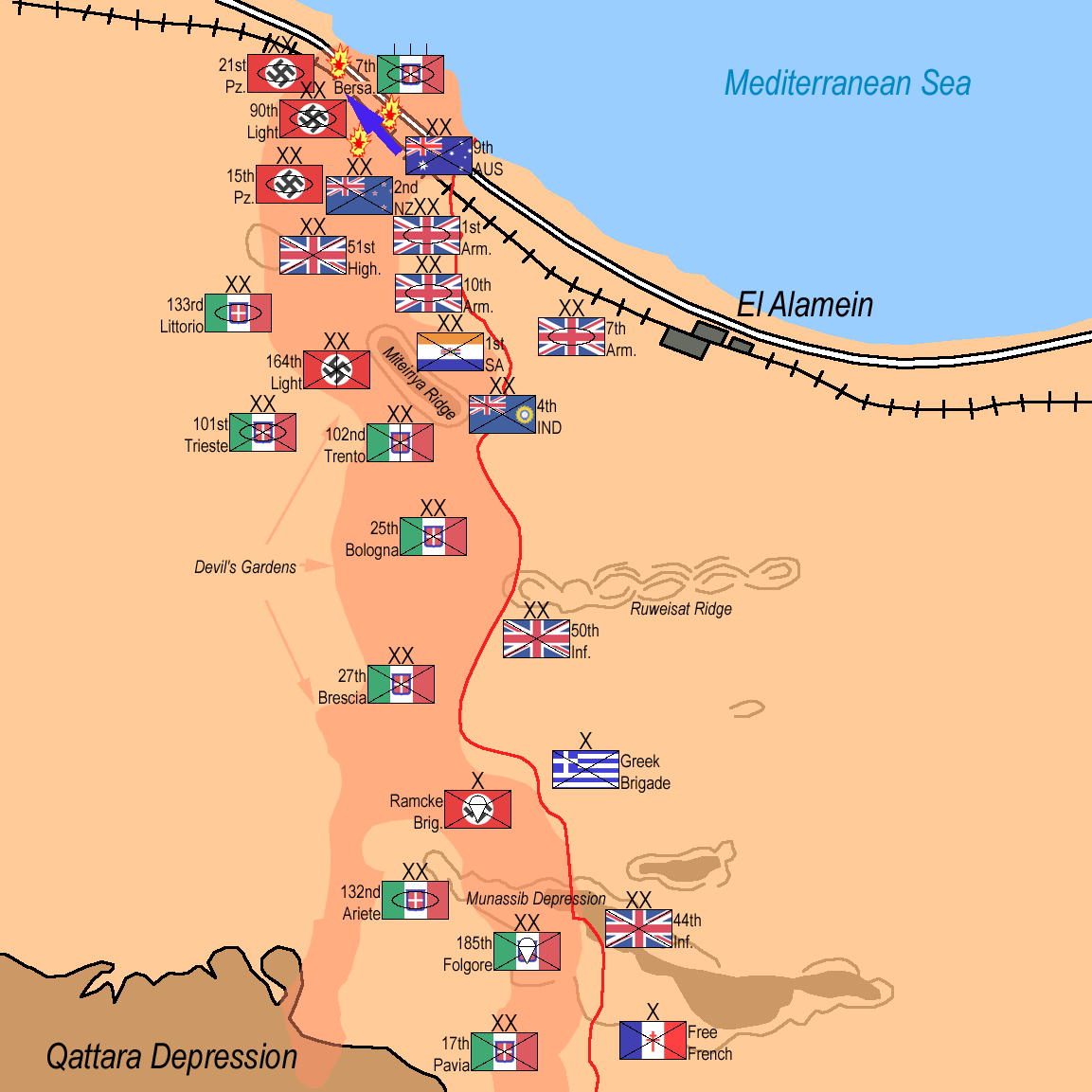
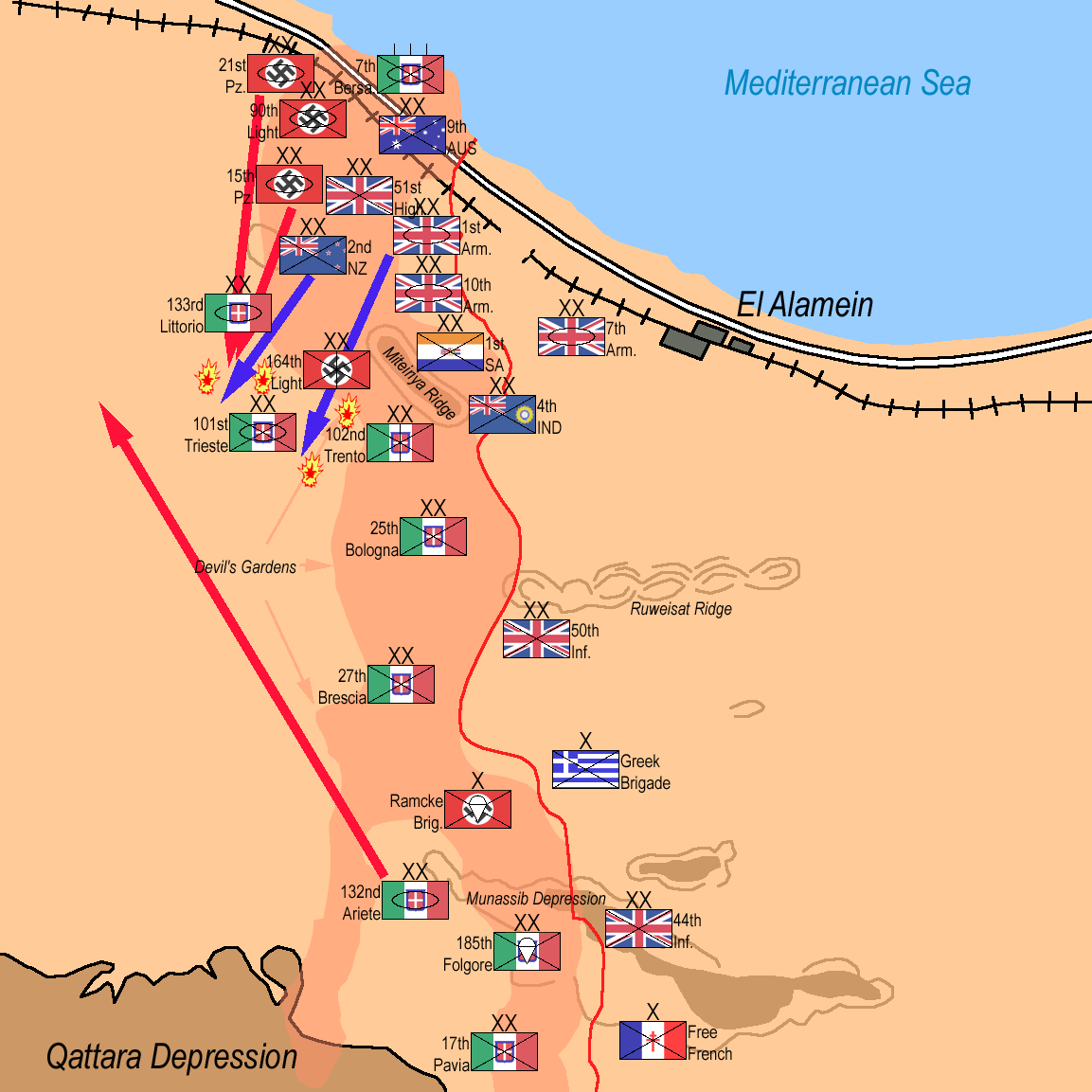
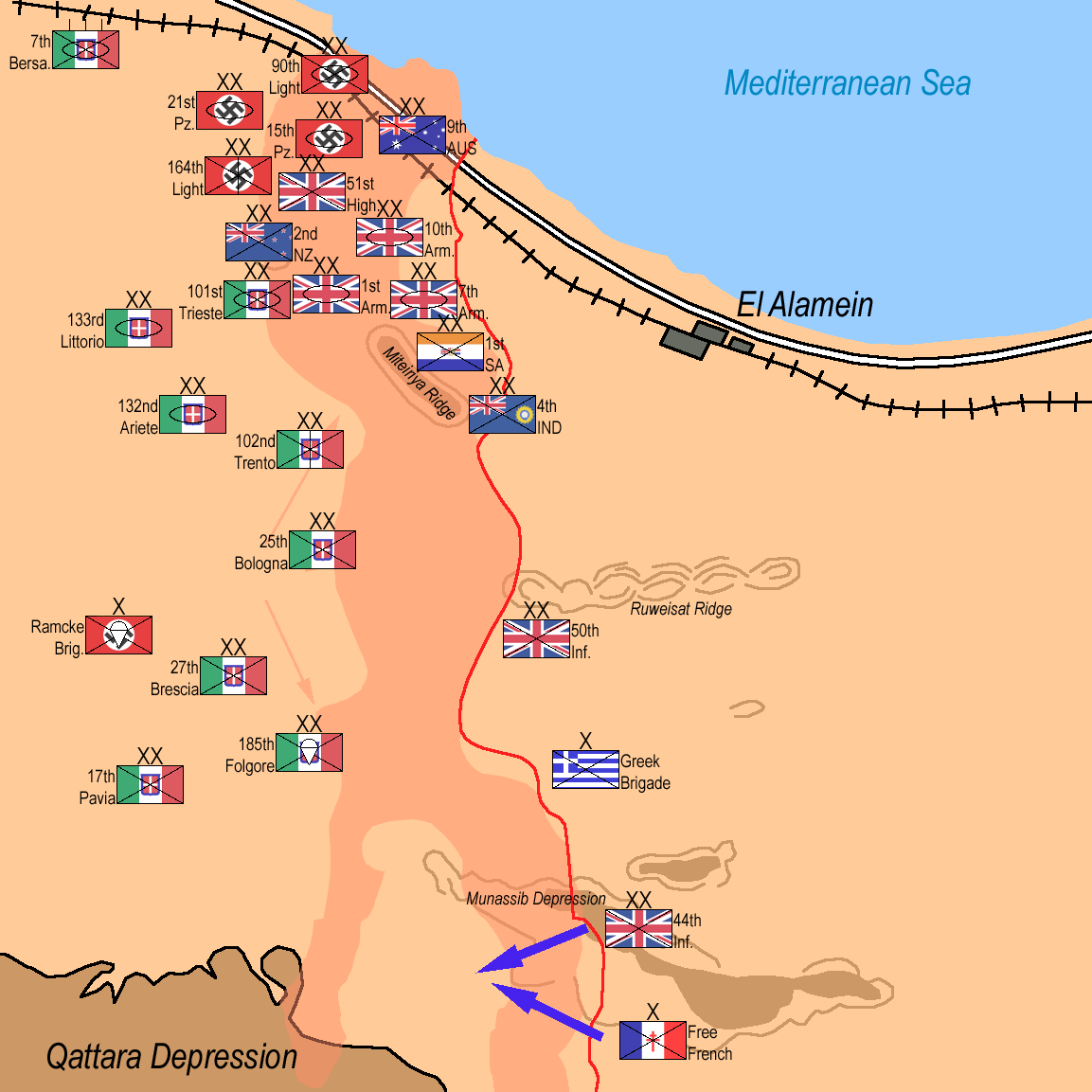
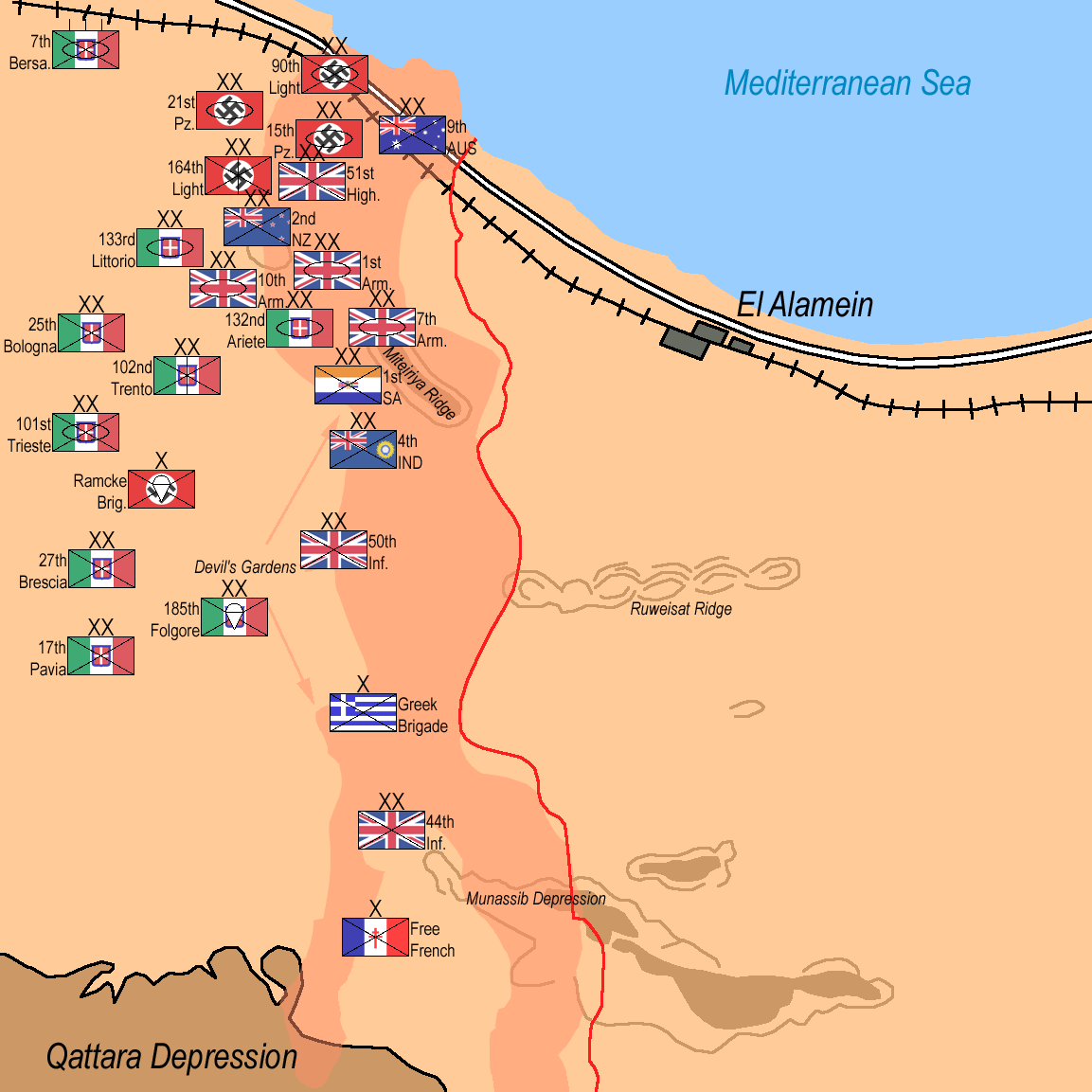
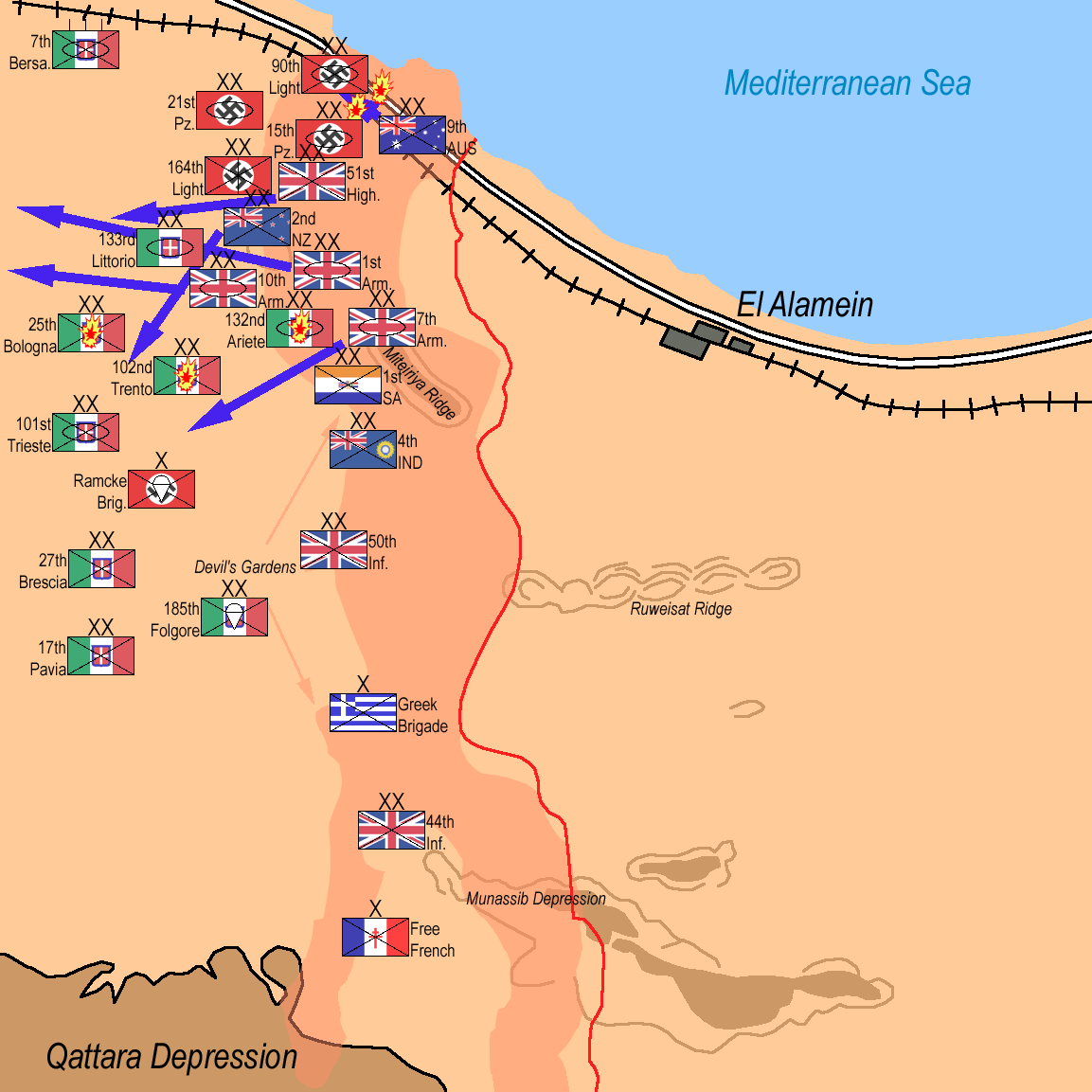